# Геленув (гміна Ґостинін)
Геленув (пол. Helenów) — село в Польщі, у гміні Гостинін Ґостинінського повіту Мазовецького воєводства.
Населення — 247 осіб (2011).
У 1975-1998 роках село належало до Плоцького воєводства.

## Демографія
Демографічна структура станом на 31 березня 2011 року:
|          | Загалом | Допрацездатний вік | Працездатний вік | Постпрацездатний вік |
| -------- | ------- | ------------------ | ---------------- | -------------------- |
| Чоловіки | 125     | 30                 | 86               | 9                    |
| Жінки    | 122     | 30                 | 68               | 24                   |
| Разом    | 247     | 60                 | 154              | 33                   |